# Old Street
Old Street è una strada del London Borough of Islington, a Londra.

## Etimologia
Il nome deriva dal fatto che Old Street è probabilmente stata una strada presente già nell'epoca romana, e quindi è Old.

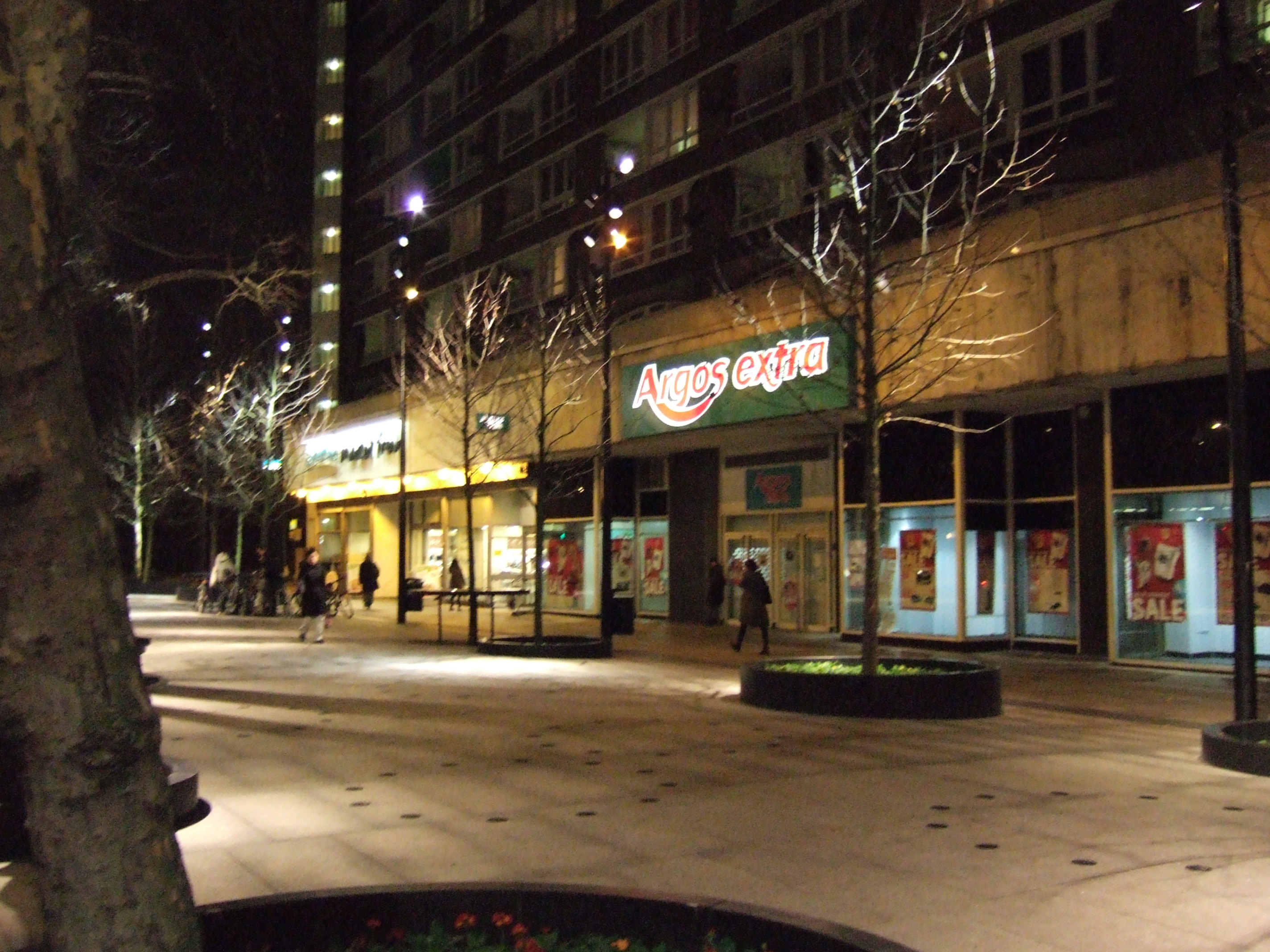
Una passeggiata di Old Street durante la sera, con le luci accese.

## Tracciato
La strada parte da Clerkenwell, nell'intersezione fra Goswell Road (nord), Clerkenwell Road (ovest) e Shoreditch High Road (sud). La strada procede incrociando Burnhill Road e 
Pitfield Street, fino ad arrivare al municipio di Shoreditch dove la strada terminerà.

## Storia
I primi nomi di Old Street furono Ealdestrate nel 1200 e Oldestrete nel 1373.  Come suggeriscono i nomi ci sono molte probabilità che la strada abbia origini antiche: infatti Old Street può essere parte di un'antica strada romana che connetteva Silchester e Colchester.

La parte occidentale della strada è stata allargata nel 1872.

## Trasporti
Ad Old Street è presente l'omonima stazione della Tube, Old Street. Nella zona è presente anche una stazione ferroviaria, la Old Street Rail Station.

## La rotatoria di Old Street

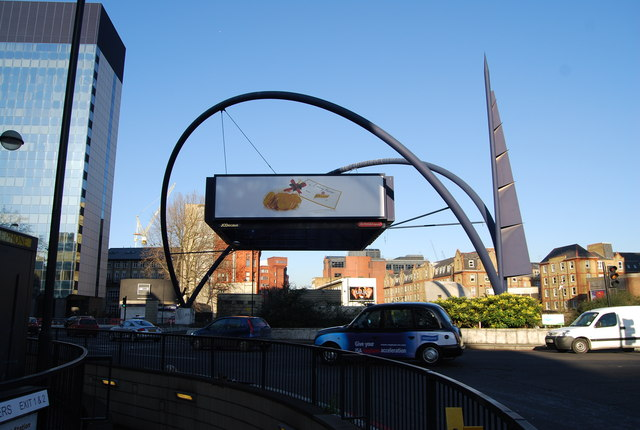
Un'immagine della rotatoria.

Alla fine di Old Street è presente una rotatoria, la Old Street Roundabout, che collega Old Street e City Road. L'area vicino alla rotatoria è nota per essere chiamata Silicon Roundabout (con un chiaro riferimento alla Silicon Valley in California), a causa della presenza di numerose aziende informatiche.

## Aziende presenti nella Silicon Roundabout
Sono presenti numerose compagnie nell'area. Fra le più importanti sono incluse Google, Dopplr, Last.fm, Consolidated Independent, Tinker.it, TweetDeck, Berg, Trampoline Systems, AMEE, Skimbit, Fotango, weartical.com, Songkick, Techlightenment, Poke London, Kizoom, BrightLemon, Redmonk, Moo e LShift. È certificato che nell'area ci sono più di 85 piccole aziende.